# 11009 Sigridclose
11009 Sigridclose este o planetă minoră (asteroid) din centura de asteroizi. A fost descoperită pe 1 martie 1981 la Observatorul Siding Spring de Schelte J. Bus și a fost numită după Sigrid Close⁠(d). 
Obiectul prezintă o orbită caracterizată de o semiaxă mare de 2,6984253 UAi, o excentricitate de 0,17, o înclinație de 12,85473 ° în raport cu ecliptica.